# Юзеф Коженьовський (поет)
Ю́зеф Коженьо́вський (пол. Józef Korzeniowski; 19 березня 1797, фільварок економії в Бродах — 17 вересня 1863, Дрезден) — польський письменник, драматург, педагог.

## Життєпис
Народився у сім'ї Віцентія та Клари з Вінклерів. Батько майбутнього письменника був управителем маєтку (офіціялістом) графа Вінцентія Потоцького — власника Бродів та мешкав у фільварку бродівської економії близько «Бродівської рогатки». Навчався у Бродівській «нормальній школі», згодом у Збаражі, Чернівцях та Крем'янці.

### Роки творчості
Перший творчий дебют письменника відбувся у 1816 році, в «Тижневику Віленському» була опублікована «Ода про 1815 рік». Після закінчення навчання у Волинській гімназії (з 1819 року стала ліцеєм) виїхав до Варшави. За рекомендацією куратора Адама Єжи Чорторийського став домашнім вчителем генерала Вінцентія Красінського, зокрема, його сина Зигмунта Красінського навчав польської мови та літератури у Варшаві та Опіногурі. У 1820 році влаштувався бібліотекарем Замойських («Блакитний палац») і налагодив співпрацю з відомими варшавськими періодичними виданнями. В цей час зблизився з театральним середовищем Варшави і захопився драматургією.
У 1823 році одружився з Монікою Опочинською — пасербицею художника професора відділу мистецтв Варшавського університету Зиґмунта Фоґля, переїхав до Кременця. Там він обійняв посаду викладача польської літератури у Кременецькому ліцеї. Через шість років став членом Королівського Товариства Приятелів Наук у Варшаві.
Після листопадового повстання 1831 р. Кременецький ліцей було ліквідовано, а його викладачів примусово приєднано до Київського університету. Там Коженьовський став ад'юнктом на філологічному відділі. Викладав історію Риму і міфологію, читав лекції з польської мови.
У 1838 році переведений до Харкова, де він виконував обов'язки директора місцевої гімназії і візитатора шкіл. Саме в Харкові була написана визначна його драма «Карпатські верховинці» («Karpaccy górale»). Перший переклад драми зробив Микола Устиянович. Під назвою «Верховинці» п'єса ставилася у багатьох театрах України.
У 1845 році вийшла перша повість Ю. Коженьовського «Спекулянт», а наступного року «Колокація» («Kollokacja») — відомий твір, який посідає чільне місце в польській літературі.
У 1846 р. педагог отримав посаду директора губернської гімназії у Варшаві, а через два роки став членом-кореспондентом Наукового Товариства у Кракові. В цей період Коженьовський розвинув свою письменницьку діяльність, основою його творів були реальні ситуації з столичного життя. 40-річна творча праця письменника була відзначена в 1860 році. Юзеф Коженьовський був відомим письменником не лише в Польщі, а й за її межами. Його творча спадщина становить десятки п'єс, оповідань та повістей. У Польщі неодноразово видавалися зібрання творів Коженьовського. Він мав заслуги як реорганізатор шкільництва у Королівстві Польському і був відомий як публіцист.
У 1863 році важкохворим виїхав за кордон на лікування. Помер у Дрездені 17 вересня 1863 року. Похований в родинному гробівці на Варшавському цвинтарі.

## Родина
Його син Іполіт Корженевський був відомим лікарем-хірургом.

## Коженьовський і Броди
Ім'я Юзефа Коженьовського є добре відоме у місті Броди. Ще 1879 року на місці родинного будинку Коженьовських на Старих Бродах, де народився відомий драматург і педагог, Педагогічним товариством встановлена пам'ятна таблиця. На жаль, будівля знищена під час першої світової війни. У 1898 році у бродівському парку Райківка (нині — міський парк на майдані Свободи) встановлений пам'ятник Ю. Коженьовському (скульптор Антоній Попель), який стояв до ІІ світової війни. Саме тоді з'явилася вулиця Коженьовського, що вела від парку Райківка до площі Ринок (нині — вул. Стуса).
У 1920—1939 роках ім'я Ю. Коженьовського носила гімназія в Бродах.
На будинку колишньої бродівської книгарні Фелікса Веста, на одному з чотирьох медальйонів, поряд з горельєфами Адама Міцкевича, Юліуша Словацького та Зигмунта Красінського, зображено Ю. Коженьовського. У друкарні Фелікса Веста у 1899 році вийшла друком збірка «Пам'яті Юзефа Коженьовського».
На сьогодні у місті є вулиця названа на його честь. У фондах Бродівського історико-краєзнавчого музею зберігаються книги з творами Ю. Коженьовського, серед яких є прижиттєве видання драматурга.